# Pedro Daniel Pellegata
Pedro Daniel Pellegata (Capital Federal, Buenos Aires, 11 de febrero de 1947 - Victoria, San Fernando, 15 de julio de 2011) fue un futbolista argentino que se desempeñó como defensor y artista de pintura.

## Historia

### Carrera deportiva
Recio y aguerrido zaguero, llegó a las divisiones inferiores de Tigre en 1961 con 14 años. Al igual que Natalio Pescia, Ricardo Bochini o Reinaldo Merlo, por citar a algunos, Pellegata solo vistió una camiseta en toda su carrera, la de su querido Matador. Su debut en el primer equipo se produjo el 1 de marzo de 1969, en un encuentro ante Almagro. Durante 10 años fue sumando partidos hasta convertirse en ídolo y capitán.
En total disputó 362 partidos entre Primera División, Primera B, y el año en el que el club de Victoria estuvo en la Primera C.
El pico de su rendimiento lo tuvo durante el Campeonato de 1979, cuando ascendió a la máxima categoría y él se erigió como estandarte de ese equipo lleno de garra que contaba, entre otros, con la coordinación general de Juan Carlos Lorenzo.

### Vida como pintor artístico
Retirado de la actividad deportiva, se dedicaba a las artes plásticas. 
Exponía sus cuadros y muestras en distintos museos, entre las que se destacan diversos paisajes de la Zona Norte del Gran Buenos Aires y una muy especial pintura que conmemora el segundo gol de Diego Armando Maradona a Inglaterra en el Mundial de México 1986. 
Falleció el 15 de julio de 2011 tras una larga enfermedad. Todavía ostentaba el récord de mayores presencias con la camiseta de Tigre, hasta que fue superado por Martín Galmarini en 2019.

## Trayectoria
| Club  | País      | Período   | Partidos |
| ----- | --------- | --------- | -------- |
| Tigre | Argentina | 1969-1980 | 362      |

## Palmarés

### Campeonatos nacionales
| Éxitos                     | Club  | País      | Año  |
| -------------------------- | ----- | --------- | ---- |
| Ascenso a Primera B        | Tigre | Argentina | 1971 |
| Ascenso a Primera División | Tigre | Argentina | 1979 |